# 世茂环球金融中心
长沙世茂环球金融中心（英語：Changsha Shimao World Financial Center）位于中华人民共和国湖南省长沙市芙蓉区CBD五一大道与芙蓉中路交界处，紧邻黄兴路步行街、长沙国际金融中心，是一座超高层的写字楼。